# Installation et maintenance en électricité
Pour les articles homonymes, voir Installation.
Le secteur de l'installation et de la maintenance en électricité regroupe des entreprises le plus souvent de petite taille, sous-traitants de grands groupes spécialisés dans la construction électrotechnique.
Les plus importantes sont généralement spécialisées dans l'électricité industrielle et tertiaire. Les plus modestes - souvent des structures familiales, voir artisanales - ont une activité variée dans le domaine de l'aménagement et la maintenance générale des bâtiments.